# Мирна вулиця (Київ)
Ми́рна ву́лиця — вулиця в Шевченківському районі міста Києва, місцевості Глибочиця, Щекавиця. Пролягає від вулиці Нижній Вал до Олегівської вулиці.

## Історія
Вулиця виникла у 30-ті роки XIX століття під назвою Чорний яр (назва походила через небезпечність місцини та її невпорядкованість). Чорний Яр брав свій початок від вулиці Нижній Вал, а потім, після перетину з Лук'янівською вулицею, проходив по схилу гори Щекавиці трохи вище Глибочицької вулиці, і далі піднімався аж до Лук'янівської вулиці неподалік Старообрядного кладовища. 1910 року на прохання мешканців отримала назву Мирна. До неї прилучалися вулиці Олегівська, Лук'янівська та Глибочицька. Вулиця була забудована переважно одно- та двоповерховими будинками.
На початку 1980-х років у зв'язку зі знесенням малоповерхової забудови та частковим переплануванням місцевості вулиця була офіційно ліквідована. Частину вулиці далі перетину із Лук'янівською вулицею було ліквідовано повністю, але початкова частина продовжує існувати дотепер.
У 2010-x роках вулиця знову з'явилася в офіційних документах міста: під назвою «Мирна вулиця» частину від Нижнього Валу до Олегівської вулиці було включено до офіційного довідника «Вулиці міста Києва» та містобудівного кадастру. Частина від Олегівської до Лук'янівської існує у вигляді проїзду без назви.

## Сучасна забудова
Відповідно до Генплану, ця територія належить до малоповерхової садибної забудови (висотність до 3-4 поверхів).
У березні 2020 року на ділянці за адресою Мирна вулиця, 2/1, що належить ЖК «Зелений замок», було введено в експлуатацію 10-поверховий житловий будинок. За декларацією про готовність об'єкта до експлуатації, ця будівля не мала перевищувати 4 поверхів.